# Клаудіо Марія Челлі
Клаудіо Марія Челлі (італ. Claudio Maria Celli, * 20 липня 1941, Ріміні, Італія) — архієпископ Римо-Католицької Церкви, Президент Папської Ради Соціальних Комунікацій.